# جنجال سربازی بازیکنان فوتبال در ایران

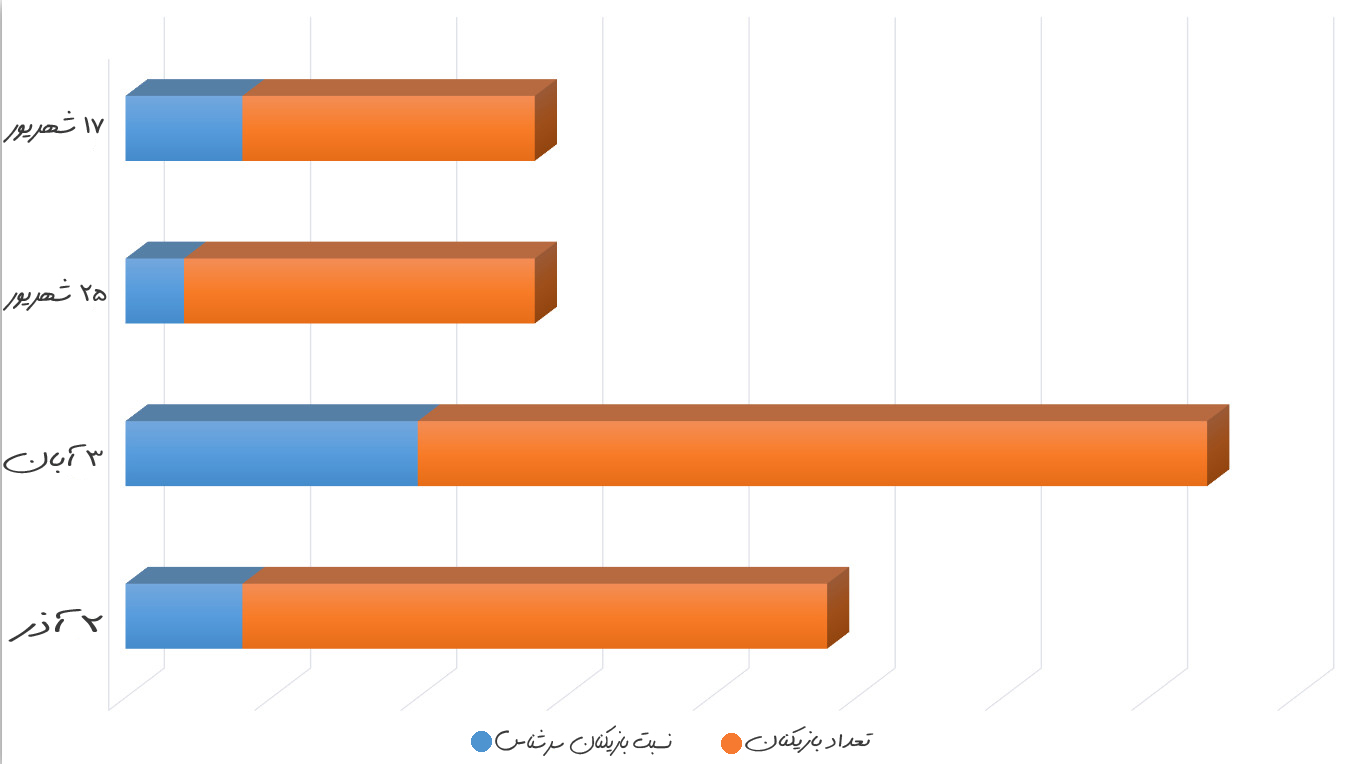
نمودار مقایسهٔ تعداد بازیکنانی که در هر لیست از سوی مراجع رسمی به عنوان متخلف اعلام شدند و نسبت تقریبی بازیکنان سرشناس در هر لیست.

جنجال کارت معافیت بازیکنان فوتبال یکی از جنجالی‌ترین پرونده‌های فساد در فوتبال ایران است که به رویدادی اشاره می‌کند که در آن کارت پایان خدمت برخی از بازیکنان فوتبال ایران باطل شد.

## شروع جنجال
در اردیبهشت ۱۳۹۳ یک باند تبهکاری دستگیر شد که با سندسازی و جعل اسناد اقدام به گرفتن کارت پایان خدمت برای معافیت از خدمت سربازی می‌کردند. اعضای این باند در بخشی از اعترافات خود بیان می‌کنند که با برخی از تیم‌ها و بازیکنان فوتبال ایران همکاری داشته‌اند.
عادل فردوسی‌پور نیز در برنامه نود با اشاره به پیگیری‌های خود در این باره می‌گویید:
دو باند بودند که بیشتر در اهواز فعالیت می‌کردند. یکی در سال ۸۶-۸۵ بوده که با روش‌های مختلف مثلاً ابتلای بازیکن به یک بیماری خاص وی را معاف می‌کردند. سال ۸۶-۸۵ یک سری بازیکن این اتفاق برایشان افتاد و معافیت گرفتند. یکبار هم در سال ۹۱-۹۰ دوباره این باند با یک سری بازیکن دیگر همکاری داشته.
از مهم‌ترین شبهات مطرح شده در این پرونده، طولانی بودن زمان وقوع جرم تا کشف آن و نحوهٔ گرفتن گذرنامه توسط بازیکنان خاطی در این مدت زیاد بود.

### احتمال تغییر قهرمان یا تیم سقوط‌کننده
پس از سیزدهمین دورهٔ مسابقات لیگ برتر فوتبال ایران که به قهرمانی باشگاه فوتبال فولاد خوزستان انجامید، برخی از رسانه‌ها اخباری را مبنی بر احتمال پس‌گرفتن جام از فولاد به‌خاطر استفاده از بازیکنانی که با باند جعل‌کننده همکاری داشته‌اند و قهرمان شدن پرسپولیس تهران (نایب قهرمان) منتشر کردند. علی دایی (سرمربی وقت پرسپولیس) نیز برای پیگیری این موضوع دیداری با سرلشکر حسن فیروزآبادی داشت.
همچنین گفته‌شده بود که ممکن است باشگاه فوتبال فجر شهید سپاسی شیراز نیز به دلیل تخلف باشگاه فوتبال پیکان تهران (رقیب این تیم در پلی اف صعود به لیگ برتر) به لیگ برتر فوتبال ایران بازگردد.

### تکذیب‌های اولیه
در روزهای ابتدایی پس از انتشار، این خبر توسط بسیاری از مسئولان و بازیکنان درگیر در ماجرا تکذیب می‌شد حتی برخی آن را توطئه رسانه‌های نزدیک به پرسپولیس و فجر برای تغییر نتایج قلمداد می‌کردند.

سرانجام سردار مهرعلی باران‌چشمه (رئیس تربیت‌بدنی نیروهای مسلح) با تأیید این خبر اعلام کرد که پرونده این بازیکنان توسط سازمان وظیفه عمومی ناجا پیگیری خواهد شد.

## تعداد متخلفین
تا پیش از جام جهانی ۲۰۱۴ گمان می‌شد تعداد بازیکنانی که کارت پایان خدمت آن‌ها مشکل دارد ۵-۴ بازیکن هستند، به همین دلیل در بحبوحه جام جهانی، رسانه‌ها کمتر به این موضوع پرداختند ولی بعد از جام جهانی و پیش از شروع چهاردهمین دورهٔ مسابقات لیگ برتر فوتبال ایران، سازمان لیگ نام ۲۱ نفر را به عنوان متخلف اعلام کرد و این شروع دوباره حدس و گمان‌ها در بارهٔ ابعاد این تخلف بود، عده‌ای تعداد بازیکنان متخلف را ۹۵ تا ۱۰۰ نفر پیش‌بینی کردند. و حتی علیرضا منصوریان (سرمربی وقت نفت تهران) بازیکنان را بیش‌از ۱۵۰ نفر بیان کرد.

## اعلام اسامی متخلفین
در ابتدا سیف‌الله دهکردی (مدیرعامل وقت فولاد) به عنوان یکی از اصلی‌ترین متهمان این پرونده نام برده می‌شد و ادعا می‌شد که وی نه‌تنها برای پسر خود کارت معافیت جعلی گرفته‌است بلکه در گرفتن کارت معافیت سایر بازیکنان نیز نقش داشته‌است. عده‌ای نیز علی کعبی بازیکن سابق فولاد را رابط اصلی بین گروه جعل‌کننده و بازیکنان فولاد میدانند.

ابتدا نام بازیکنانی از جمله بختیار رحمانی، آرش افشین، ساسان انصاری و فرید دهکردی (پسر سیف‌الله دهکردی) از فولاد و سعید حلافی از پیکان به عنوان متخلفان پرونده به‌طور غیررسمی در رسانه‌ها اعلام شد. که تمام افراد هرگونه اشکال در کارت پایان خدمت خود را تکذیب می‌کردند.

بعد از گذشت حدود ۳ ماه و پس از پایان یافتن جام جهانی ۲۰۱۴، نام بازیکنان و عوامل متخلف اعلام شدند؛ در اولین فهرست منتشر شده سازمان لیگ، نام ۲۱ فرد شاغل در فوتبال را به عنوان افرادی که سربازی نرفته‌اند اعلام کرد (این اسامی پیش از پایان یافتن بررسی‌های سازمان وظیفه عمومی ناجا اعلام شدند و حکم نهایی نبودند):
- آرش افشین
- میلاد غریبی
- حسین حلافی
- شهاب کرمی
- علی حمودی
- ساسان انصاری
- علیرضا حقیقی
- حسین ماهینی
- بختیار رحمانی
- سعید حلافی
- امین جهان‌کهن
- محمدجواد شفیع‌زاده
- مهدی چاه‌کوتاه‌زاده
- ابراهیم صالحی
- محمد معاوی
- حسن معادی
- میلاد مدیرروستا
- عقیل عبدالخانی
- عباس عسکری
- علی کعبی
- منصور عظیمی

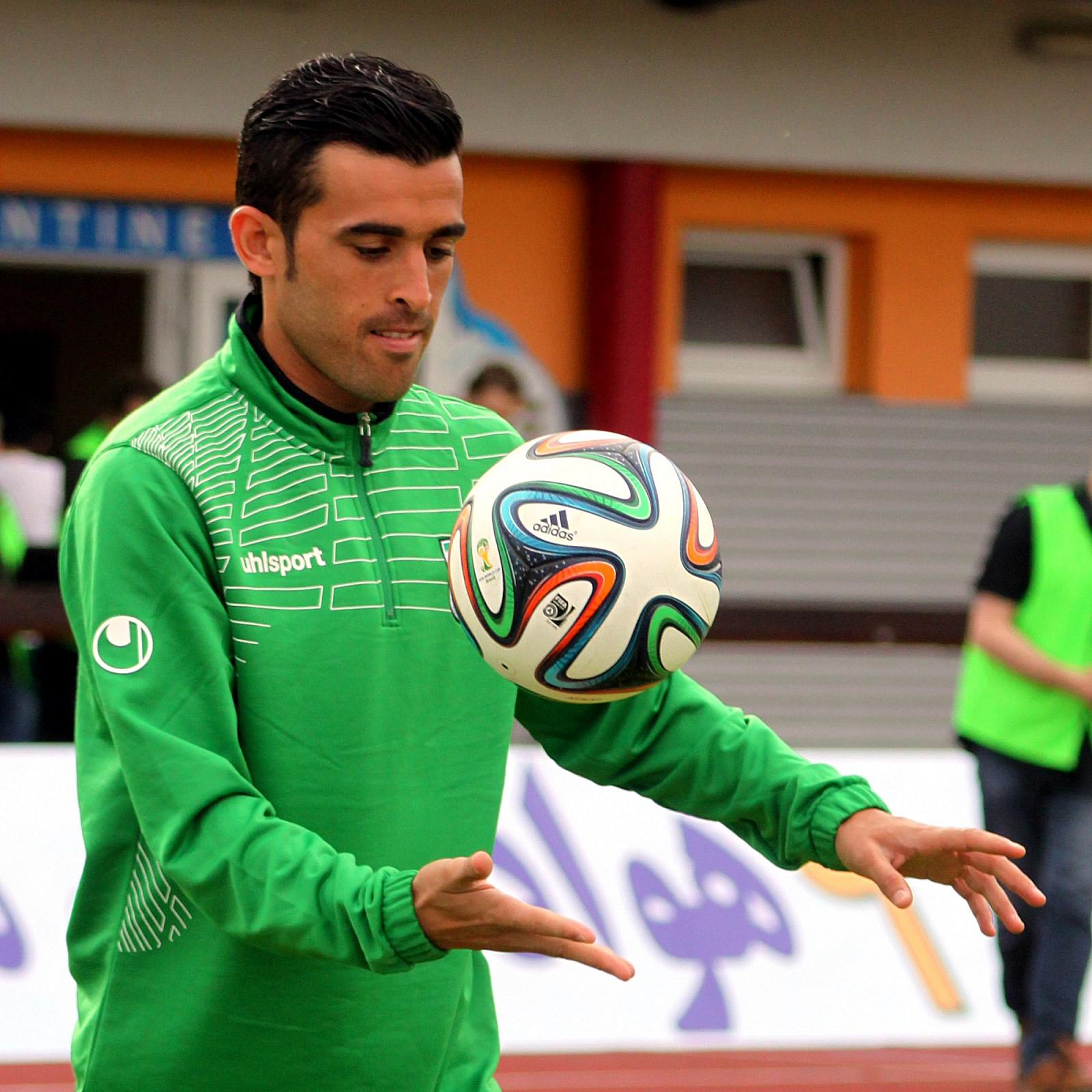
بختیار رحمانی، کاپیتان وقت فولاد، یکی از سرشناس‌ترین بازیکنان موجود در لیست.

یک ماه بعد، سازمان وظیفه عمومی ناجا در اطلاعیه‌ای نتایج بررسی‌های اولیه را منتشر کرد که طی آن بیان شد از بین ۹۵ بازیکن اعلام شده، ۵۶ مورد از اسامی دارای معافیت پزشکی، ۲۶ مورد دارای معافیت ایثارگری والدین، ۷ مورد دارای معافیت کفالت، ۳ مورد دارای معافیت سه برادری و ۳ مورد دیگر نیز مربوط به معافیت تحصیلی هستند؛ همچنین ۲۱ بازیکن تبرئه و ۱۳ بازیکن متخلف معرفی شدند، ولی اسامی آن‌ها معرفی نشد.

پس از آن، منابع مختلف در بازه‌های زمانی متفاوت لیست‌هایی را از اسامی متخلفان اعلام کردند:

۱۷ شهریور ۱۳۹۳ - سازمان وظیفه عمومی ناجا - ۱۰ بازیکن
- علیرضا ابراهیمی
- علی پورخسروانی
- سینا عشوری
- مهدی محمدزاده
- محمدحسین مهرآزما
- آرمان شهدادنژاد
- حامد زمانی
- مهربان عیسی پوران
- رضا طاهری
- فرهاد سالاری پور

۲۵ شهریور ۱۳۹۳ - سازمان وظیفه عمومی ناجا - ۱۲ بازیکن
- آرش افشین
- ولید مشاعی‌زاده
- فربد دهکردی
- ابراهیم صالحی
- محمد معاوی
- عباس عسکری
- میلاد شیخی
- توحید غلامی
- میلاد مدیر روستا
- کوشا بختیاری زاده
- امیر شریفی
- میثم کریمی

۳ آبان ۱۳۹۳ - سازمان لیگ - ۲۷ بازیکن
- آرش افشین
- ولید مشاعی‌زاده
- ابراهیم صالحی
- محمد معاوی
- عباس عسکری
- میلاد شیخی
- توحید غلامی
- میلاد مدیر روستا
- کوشا بختیاری‌زاده
- امیر شرفی
- فربد دهکردی
- میثم کریمی
- بختیار رحمانی
- سعید حلافی
- وحید نجفی میرچی
- علیرضا ابراهیمی
- عباس پورخسروانی
- مهدی محمدزاده
- محمد حسین مهرآزما
- آرمان شهدادنژاد
- حامد زمانی
- مهربان عیسی پوران
- سینا عشوری
- رضا طاهری
- فرهاد سالاری پور
- علی حمودی
- حسین ماهینی

۲ آذر ۱۳۹۳ - منابع انسانی ستاد کل نیروهای مسلح جمهوری اسلامی ایران - ۲۰ بازیکن
- احمد عبدالله زاده
- سروش رفیعی
- سروش سعیدی
- سجاد عباسی
- احمد حسن‌زاده
- مهدی کریمیان
- حامد نورمحمدی
- سید محمد حسینی
- سجاد حیدری
- ساسان شیرمردی
- محمد کوتی
- عباس بوعذار
- حسین خسروی
- حمید طاهری
- حمیدرضا کلانتری
- شهاب قنبری
- امین هاشمی
- حامد منصورآبادی
- مهدی زبیدی
- رضا جباری

## حاشیه‌ها
- اسامی برخی از بازیکنان، هرگز به‌طور رسمی رسانه‌ای نشد ولی کارت معافیتشان باطل شد،[۲۹] اسامی برخی بازیکنان نیز مانند مهرداد پولادی[۳۰] و شجاع خلیل‌زاده[۳۱][۳۲] خارج از لیست و به صورت تکی اعلام شد.
- در هنگام انتشار تدریجی لیست بازیکنان یا پس‌از آن، شایعاتی درباره باطل شدن کارت معافیت بازیکنانی همچون حنیف عمران‌زاده،[۳۳] کریم انصاری‌فرد،[۳۴][۳۵][۳۶] امید ابراهیمی،[۳۳] محسن بنگر،[۳۷] و امید عالیشاه[۳۱][۳۸] منتشر شد که همگی تکذیب شدند.
- بلافاصله پس‌از اعلام نام بختیار رحمانی، خبری منتشر شد از مصدومیت این بازیکن، که عده‌ای این دو رویداد را با هم مرتبط می‌دانستند، که خود وی با حضور در برنامه نود به‌شدت این موضوع را تکذیب کرد و گفت در یک بازی در سطح محلات مصدوم شده‌است.[۳۹]
- پس‌از اعلام نام مهرداد پولادی، وی با باشگاه فوتبال الشحانیه در قطر قرارداد بست، در حالی که خبرهایی از گرفتن تابعیت قطری توسط وی و عدم بازگشت به ایران شنیده می‌شد[۴۰][۴۱][۴۲] وی از حضور در اردوهای تیم ملی منع شد.[۴۳][۴۴][۴۵][۴۶][۴۷]
- در آستانهٔ جام ملت‌های آسیا ۲۰۱۵، کارلوس کی‌روش در لیست اولیه خود به‌جای ۲۳ بازیکن نام ۲۱ بازیکن را اعلام کرد و دو جای دیگر را برای سروش رفیعی و مهرداد پولادی (بازیکنانی که به عنوان متخلف شناخته می‌شدند) کنار گذاشت تا در صورت موافقت مسؤلان، بتوانند تیم ملی ایران را در این مسابقات همراهی کنند. این درخواست ابتدا با مخالفت مسؤلان روبه‌رو شد.[۴۸][۴۹] ولی پس از درخواست محمود گودرزی (وزیر وقت ورزش و جوانان) از سرلشکر فیروزآبادی، مجوز بازی مهرداد پولادی، سروش رفیعی، شجاع خلیل‌زاده و حسین ماهینی موقتاً صادر شد.[۵۰][۵۱]

## برخورد با متخلفین

### بازداشت و بازجویی
بعد از بازرسی‌های صورت گرفته برخی از بازیکنان متخلف، توسط نیروهای نظامی بازداشت شدند که از بین آن‌ها فقط نام سعید حلافی، بازیکن سابق باشگاه فوتبال پرسپولیس تهران و حامد زمانی رسانه‌ای شد.

### خدمت در پادگان
در تاریخ ۲ آذر ۱۳۹۳ سازمان وظیفه عمومی ناجا اعلام کرد کارت معافیت از خدمت ۵۹ نفر باطل و کارت معافیت و پایان خدمت ۴۲ نفراز فوتبالیست‌ها نیز تائید شده‌است و آن‌دسته از فوتبالیست‌ها که کارت معافیت از خدمت آن‌ها باطل شده است، سرباز غایب محسوب شده و با احتساب اضافه خدمت می‌بایست در یکی از یگان‌های تابعه نیروهای مسلح، خدمت سربازی خود را سپری نمایند.

### انتقال به تیم‌های نظامی
برخی از بازیکنان نیز با قراردادهای دو ساله به تیم‌های نظامی (تراکتور، ملوان، فجر، مقاومت تهران، نیروی زمینی یا...) پیوستند:

بازیکنان به‌ترتیب حروف الفبا نوشته‌شده‌اند.
| نام بازیکن       | تیم مبدأ  | تیم مقصد (نظامی) | منبع   |
| ---------------- | --------- | ---------------- | ------ |
| آرش افشین        | فولاد     | ملوان            | [ ۶۱ ] |
| آرمان شهدادنژاد  | مس کرمان  | نیروی زمینی      |        |
| امین جهان‌کهن     | فولاد     | فجر سپاسی        |        |
| ابراهیم صالحی    | استقلال خ | فجر سپاسی        |        |
| احمد عبدالله‌زاده | فولاد     | تراکتور          |        |
| احمد حسن‌زاده     | صبای قم   | فجر سپاسی        |        |
| حامد زمانی       | راه‌آهن    | نیروی زمینی      | [ ۶۲ ] |
| حسین ماهینی      | پرسپولیس  | ملوان            | [ ۶۳ ] |
| سعید حلافی       | پیکان     | نیروی زمینی      | [ ۶۲ ] |
| سینا عشوری       | ذوب‌آهن    | تراکتور          | [ ۶۴ ] |
| شجاع خلیل‌زاده    | سپاهان    | تراکتور          | [ ۶۴ ] |
| علیرضا ابراهیمی  | مس کرمان  | نیروی زمینی      |        |
| علی حمودی        | سپاهان    | تراکتور          | [ ۶۵ ] |
| ولید مشاعی‌زاده   | فولاد     | نیروی زمینی      | [ ۶۲ ] |

## بخشش متخلفین

### نامه بازیکنان بهسازمان وظیفه عمومی ناجا
در ۹ آذر ۱۳۹۳ برخی از بازیکنانی که کارت پایان خدمت آن‌ها باطل شده‌بود، از جمله آرش افشین، علی حمودی، شجاع خلیل‌زاده، سینا عشوری و حسین ماهینی، طی نامه‌ای به سازمان وظیفه عمومی ناجا اظهار پشیمانی کردند و خواستار لغو مجازات‌های خود شدند که با مخالفت سازمان وظیفه عمومی ناجا روبه‌رو شد و سردار موسی کمالی، معاون اداره منابع انسانی ستاد کل نیروهای مسلح، درباره بخشش این بازیکنان گفت:
ما می‌خواستیم کمکی به آن‌ها کنیم تا در تیم‌های نظامی بازی کنند چون سرمایه ملی بودند اما دیدیم در جامعه نظر مثبتی وجود ندارد. این افراد قانون را دور زدند و بعضاً هم رشوه دادند که ما دسترسی به واسطه‌ها نداریم.

### خرید خدمت سربازی
پس‌از ارائه لایحه خرید خدمت سربازی توسط سربازان غایب از سوی دولت به مجلس شورای اسلامی در آذر ۱۳۹۳ زمزمه‌های مبنی بر اجرای این طرح در خصوص بازیکنان فوتبال خاطی نیز به‌گوش می‌رسید.

## اظهارنظرها
- دراگان اسکوچیچ (سرمربی وقت فولاد)، پس‌از باخت مقابل باشگاه فوتبال صبا:عامل اصلی باخت تیم فنی نبود و ارتباط مستقیم با مسایل حاشیه‌ای فوتبال ایران دارد. مسئله سربازی هنوز برای ما مشکل درست می‌کند و هنوز نمی‌دانم در بازی آینده مقابل تراکتورسازی چند نفر دیگر از لیست حذف می‌شوند.[۷۱]
- علی حمودی (که در لیست ۳ آبان ۱۳۹۳ به عنوان متخلف معرفی شد): پیش از این اتفاق من علی دایی را خیلی دوست داشتم اما پس از این موضوع (پیگیری پرونده جعلی بودن کارت‌ها توسط علی دایی) خیلی از او ناراحتم و هرگز او را نمی‌بخشم.[۷۲]
- رسول خطیبی (سرمربی وقت تراکتورسازی):اگر یکی از این بازیکنان سرباز که به آن‌ها اجازه بازی داده نشده معتاد شود یا تصمیم به خودکشی بگیرد، چه کسی پاسخگو خواهد بود؟[۷۳]
- مهدی کریمیان (که در لیست ۲ آذر ۱۳۹۳ به عنوان متخلف معرفی شد):اگر تخلف کرده‌ام، حاضرم به زندان بروم.[۷۴]
- حمید رسایی (نماینده مجلس):یک فوتبالیست بوده که نام مادر خود را در فهرست مستمری‌بگیران کمیته امداد ثبت کرده و به این صورت از حضور در سربازی معاف شده‌است. این فوتبالیست در حال حاضر در اروپا به سر می‌برد. با توجه به سطح درآمدی این بازیکن اینکه مادر او از کمیته امداد مستمری بگیرد، موضوع جالبی است.[۷۵]